# Benjamin Abdala Júnior
Benjamin Abdala Júnior (São Paulo, 30 de abril de 1943) é um professor e crítico literário brasileiro, professor titular da Faculdade de Filosofia, Letras e Ciências Humanas da Universidade de São Paulo. Seus trabalhos se voltam principalmente à literatura comparada de obras de países lusófonos, sendo considerado um dos responsáveis pela introdução dos estudos de literaturas africanas lusófonas no Brasil. Foi presidente da Associação Brasileira de Literatura Comparada.